# Sprint (ciclismo de pista)

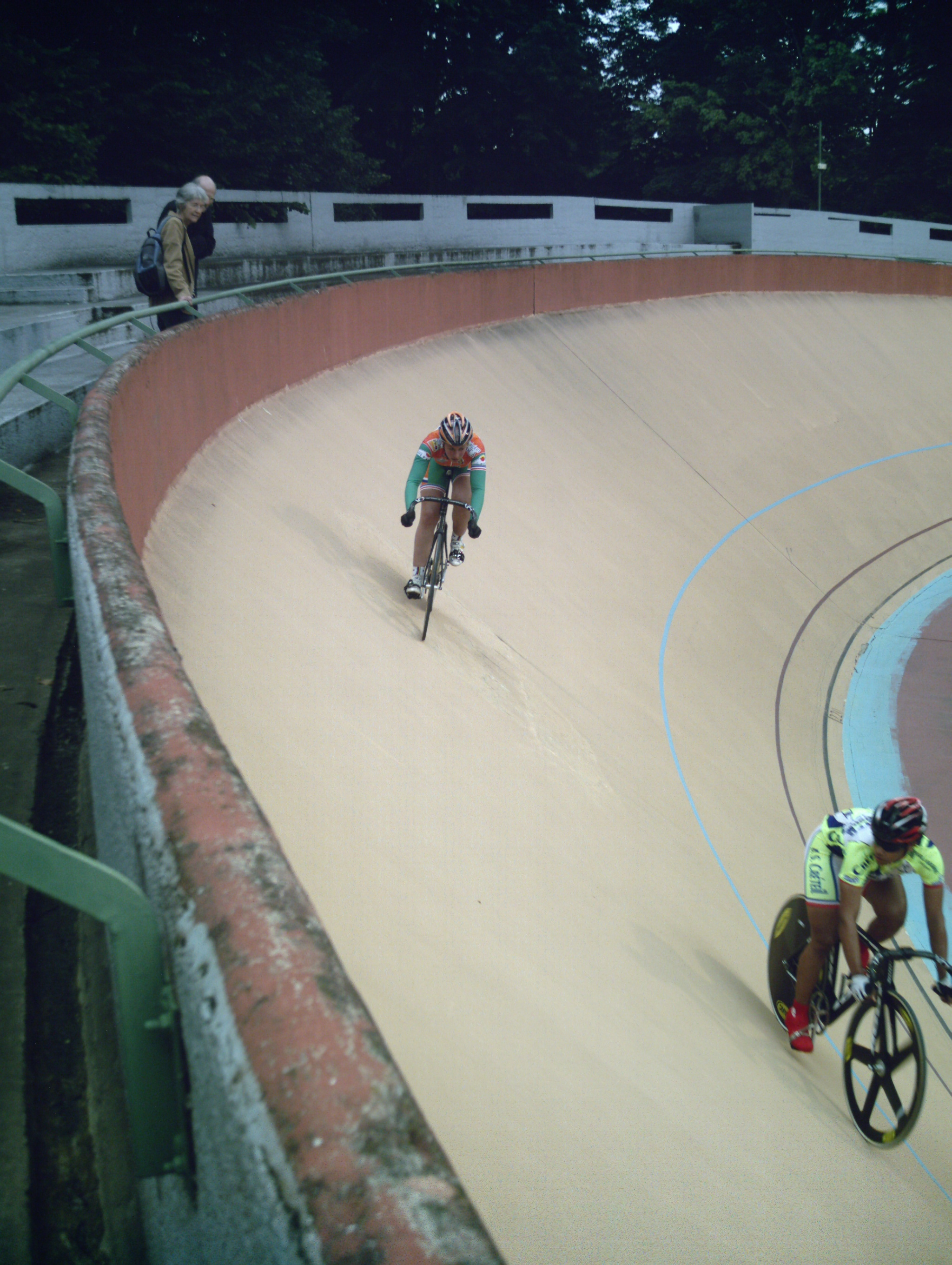
Durante um sprint

O sprint ou corrida de velocidade é uma prova do ciclismo de pista que envolve dois ou quatro ciclistas, que competem contra um oponente, diferentemente da Perseguição Individual, os corredores começam juntos.
As regras e recordes são dirigidos pela União Ciclística Internacional (UCI), e é uma prova que está no calendário olímpico.

## Nociclismo de estrada
Sprint é uma disputa entre vários ciclistas no trecho final de uma etapa ou nas proximidades de uma meta intermediária. 
Comumente, os ciclistas praticam um grande arranque, de modo a desenvolver uma grande velocidade por um curto período de tempo, com a finalidade de vencer a etapa ou conseguir as bonificações distribuídas pela organização do evento nas metas intermediárias (também conhecidos como sprints intermediários).